# Steve Brady
| 19704 Medlock | 7 ottobre 1999 |

Steve Brady (...) è un astronomo statunitense.
Il suo principale campo di attività è lo sviluppo di un sistema di autofocalizzazione dei moderni telescopi.
Il Minor Planet Center gli accredita la scoperta di due asteroidi, effettuate tutte nel 1999.